# Liparopsis postalbida
Liparopsis postalbida är en fjärilsart som beskrevs av George Francis Hampson 1892. Liparopsis postalbida ingår i släktet Liparopsis och familjen tandspinnare. Inga underarter finns listade i Catalogue of Life.